# Hermann Heinrich von Engelbrecht

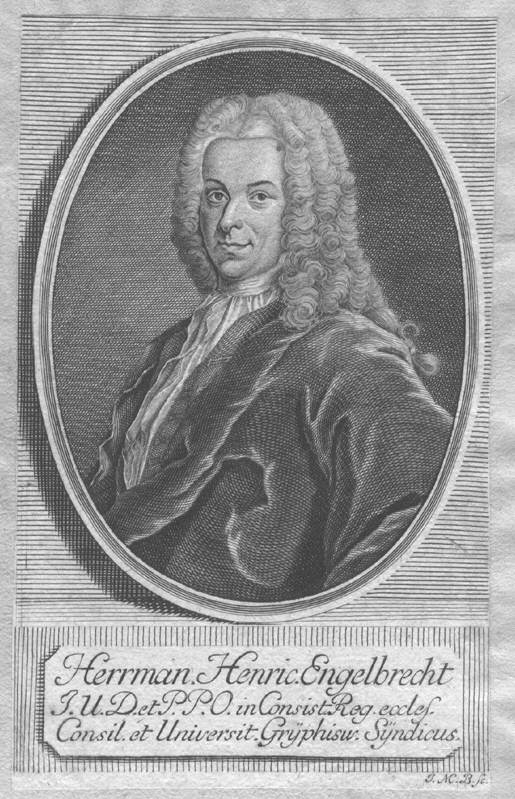
Hermann Heinrich von Engelbrecht, Kupferstich von 1741

Hermann Heinrich von Engelbrecht (* 27. Juli 1709 in Greifswald; † 4. September 1760 in Wismar) war ein schwedisch-pommerscher Rechtswissenschaftler und Vizepräsident des Obertribunals Wismar.

## Leben
Hermann Heinrich Engelbrecht war der Sohn des Greifswalder Hofgerichtsrats und Protonotarius Hermann Christoph Engelbrecht aus dem Patriziergeschlecht der Engelbrechten. Seine Mutter war Margaretha Sophia Hagemeister. Im Alter von elf Jahren verlor er kurz hintereinander seine Eltern. Daraufhin nahm ihn sein Großvater mütterlicherseits, Albert Heinrich Hagemeister, Assessor am Obertribunal Wismar, zu sich.
1725 kehrte er aus Wismar zurück, um an der Universität Greifswald zu studieren. Zunächst hörte er Philosophie und Geschichte bei Andreas Westphal, wechselte dann aber zum Studium der Rechtswissenschaften unter Philipp Balthasar Gerdes. 1726 veröffentlichte er seine erste Dissertation. Im April 1727 hielt er unter der Leitung von Augustin von Balthasar eine öffentliche Disputation. Kurz darauf wechselte er an die Universität Halle.
In Halle sorgte er für die dritte Auflage von Johann Seyfferts „Classicum belli sacri adversus Hugonem Grotium papistam, ab omnibus Lutheranis suscipiendi decantatum“ und schrieb 1729 dazu ein Vorwort. Nach drei Jahren in Halle bereiste er die Universitäten Leipzig, Erfurt, Jena und Helmstedt. Anschließend ging er nach Berlin, wo er für den schwedischen Gesandten Otto von Klinkowström arbeitete und Erfahrungen in der diplomatischen Korrespondenz sammeln konnte. Die Bekanntschaft mit dem königlichen Bibliothekar Maturin Veyssière de La Croze war für seine Studien von großem Wert.
Auf Empfehlung Klinkowströms wurde er vom schwedischen Grafen Ture Gabriel Bielke als Erzieher eingestellt. Er begleitete dessen Sohn Nils Adam Bielke für fünf Jahre auf die Universität Lund. In dieser Zeit veröffentlichte er verschiedene Abhandlungen. Er erhielt Zugang zur wertvollen Handschriftensammlung des verstorbenen Greifswalder Juristen Johann Philipp Palthen, dessen Witwe in Lund lebte.
1734 wurde der bisherige Syndikus der Universität Greifswald und Adjunkt der juristischen Fakultät Augustin von Balthasar zum Direktor des Hofgerichts ernannt. Darauf kehrte Hermann Heinrich Engelbrecht nach Greifswald zurück. Am 26. Juli 1735 wurde er promoviert. 1736 bewarb er sich erfolgreich um die nach Balthasars Weggang vakanten Ämter. Im nächsten Jahr erhielt er als Nachfolger von Joachim Andreas Helwig die ordentliche Professur der Rechte. Als Nachfolger Christian Nettelbladts wurde er Assessor am Greifswalder Konsistorium. Dass ihm bei letzterer Stelle der Vorzug gegenüber Augustin von Balthasar gegeben wurde, verdankte er dem Einfluss des Grafen Bielke. 1741 wurde er zum Rektor der Universität gewählt.
Nach dem Weggang Nettelbladts wurde Engelbrecht 1743 Vizedirektor des Greifswalder Konsistoriums. 1744 erfolgte seine Berufung ans Obertribunal Wismar. Dort war er von 1750 bis an sein Lebensende, als Nachfolger von Samuel von Palthen, Vizepräsident des Tribunals. 1753 wurde er mit dem Nordstern-Orden ausgezeichnet. Kaiser Karl VII. erhob ihn in den Adelsstand als von Engelbrecht.
Der Infanteriegeneral Hermann von Engelbrechten (1765–1818) war sein Enkel.

## Familie
Hermann Heinrich von Engelbrecht heiratete Ulrica Amalia von Bährenfels. Mit ihr hatte er drei Töchter:
- Regina Sophia Henrica (* 1745), verheiratet mit Johann Gustav Friedrich von Engelbrechten (1733–1806), Vier Söhne und 4 Töchter
- Carolina Margaretha Gertrude (* 1747), keine Kinder
- Amalia Louisa Liboria (1752–1830), keine Kinder

### Ahnentafel
| Ahnentafel Hermann Heinrich von Engelbrecht  | Ahnentafel Hermann Heinrich von Engelbrecht                                        | Ahnentafel Hermann Heinrich von Engelbrecht                                        | Ahnentafel Hermann Heinrich von Engelbrecht                                        | Ahnentafel Hermann Heinrich von Engelbrecht                                        | Ahnentafel Hermann Heinrich von Engelbrecht                                        | Ahnentafel Hermann Heinrich von Engelbrecht                                        | Ahnentafel Hermann Heinrich von Engelbrecht                                        | Ahnentafel Hermann Heinrich von Engelbrecht                                        |
| -------------------------------------------- | ---------------------------------------------------------------------------------- | ---------------------------------------------------------------------------------- | ---------------------------------------------------------------------------------- | ---------------------------------------------------------------------------------- | ---------------------------------------------------------------------------------- | ---------------------------------------------------------------------------------- | ---------------------------------------------------------------------------------- | ---------------------------------------------------------------------------------- |
| Urgroßeltern                                 | Hermann Engelbrecht (1617–1685) ⚭ Elisabeth Tessin (1615–1698)                     | Hermann Engelbrecht (1617–1685) ⚭ Elisabeth Tessin (1615–1698)                     | Christoph von Essen († 1675) ⚭ N.N.                                                | Christoph von Essen († 1675) ⚭ N.N.                                                | N.N. ⚭ N.N.                                                                        | N.N. ⚭ N.N.                                                                        | N.N. ⚭ N.N.                                                                        | N.N. ⚭ N.N.                                                                        |
| Großeltern                                   | Joachim Engelbrecht (1642–1699) ⚭ Margaretha von Essen                             | Joachim Engelbrecht (1642–1699) ⚭ Margaretha von Essen                             | Joachim Engelbrecht (1642–1699) ⚭ Margaretha von Essen                             | Joachim Engelbrecht (1642–1699) ⚭ Margaretha von Essen                             | Albert Heinrich Hagemeister ⚭ N.N.                                                 | Albert Heinrich Hagemeister ⚭ N.N.                                                 | Albert Heinrich Hagemeister ⚭ N.N.                                                 | Albert Heinrich Hagemeister ⚭ N.N.                                                 |
| Eltern                                       | Hermann Christoph Engelbrecht († 1720) ⚭ Margaretha Sophie Hagemeister (1686–1720) | Hermann Christoph Engelbrecht († 1720) ⚭ Margaretha Sophie Hagemeister (1686–1720) | Hermann Christoph Engelbrecht († 1720) ⚭ Margaretha Sophie Hagemeister (1686–1720) | Hermann Christoph Engelbrecht († 1720) ⚭ Margaretha Sophie Hagemeister (1686–1720) | Hermann Christoph Engelbrecht († 1720) ⚭ Margaretha Sophie Hagemeister (1686–1720) | Hermann Christoph Engelbrecht († 1720) ⚭ Margaretha Sophie Hagemeister (1686–1720) | Hermann Christoph Engelbrecht († 1720) ⚭ Margaretha Sophie Hagemeister (1686–1720) | Hermann Christoph Engelbrecht († 1720) ⚭ Margaretha Sophie Hagemeister (1686–1720) |
| Hermann Heinrich von Engelbrecht (1709–1760) |                                                                                    |                                                                                    |                                                                                    |                                                                                    |                                                                                    |                                                                                    |                                                                                    |                                                                                    |